# 三好市立東祖谷小学校
三好市立東祖谷小学校（みよししりつ ひがしいやしょうがっこう）は、徳島県三好市東祖谷下瀬にある公立の小学校。
2012年（平成24年）4月に開校した。

## 概要
卒業後は三好市立東祖谷中学校へ進学する。

### 校歌
東祖谷小学校歌
- 作詞： 石井昭吉 / 作曲：真鍋順紀[1]

## 沿革
- 2012年（平成24年）4月1日 - 三好市立落合小学校、三好市立栃之瀬小学校、三好市立菅生小学校、三好市立名頃小学校、三好市立和田小学校の5つの小学校が統合し三好市立東祖谷中学校の敷地内[2]に東祖谷小学校が設立した。

## 通学区域が隣接している学校
- 三好市立檪生小学校
- 東みよし町立三庄小学校
- つるぎ町立半田小学校
- つるぎ町立貞光小学校
- 美馬市立木屋平小学校
- 那賀町立相生小学校
- 那賀町立木頭小学校
- 高知県香美市立大栃小学校
- 高知県大豊町立大豊学園

### 参照
1. ↑  三好市立東祖谷小学校の校章・校歌決定 三好市教育委員会
2. ↑  【徳島】校舎を8月発注　東祖谷統合小・中学校建設 建通新聞社四国